# Parchet (silvicultură)
Prin parchet se înțelege suprafața delimitată în interiorul unui arboret pe care este amplasată biomasa lemnoasă destinată exploatării sau unde se desfășoară, deja, o activitate de exploatare a lemnului.